# Орхомен Старший
Орхомен (др.-греч. Ὀρχομενός) — персонаж древнегреческой мифологии, сын Зевса и данаиды Исонои и один из возможных эпонимов города Орхоменоса (Орхомена) в Беотии.

## Описание
Согласно мифологии, Орхомен основал древний город Орхоменос (Орхомен) в Беотии, исторической области Древней Греции.
Родословные первых царей города Орхоменоса весьма запутаны и различаются у разных авторов. По одной из версий Орхомен был мужем Гермиппы, дочери Беота, и отчимом Миния. Гермиппа родила Миния, отца Орхомена (младшего), от Посейдона. По другой версии Орхомен был сыном Зевса и Гермиппы.
Миний был тогда отцом второго Орхомена, ещё одного возможного эпонима города, который, по словам Павсания, будучи бездетным, позже передал королевство Пресбону.